# Budova leteckého velitelství v Zemunu
Budova leteckého velitelství v Zemunu (srbsky v cyrilici Зграда команде ваздухопловства (у Земуну), v latince Zgrada komande vazduhoplovstva (u Zemunu)) je funkcionalistická budova, nacházející se v bělehradské čtvrti Zemun. Jedná se o funkcionalistickou budovu vybudovanou v roce 1935 podle návrhu architekta Dragiši Brašovana. V současné době je památkově chráněna.

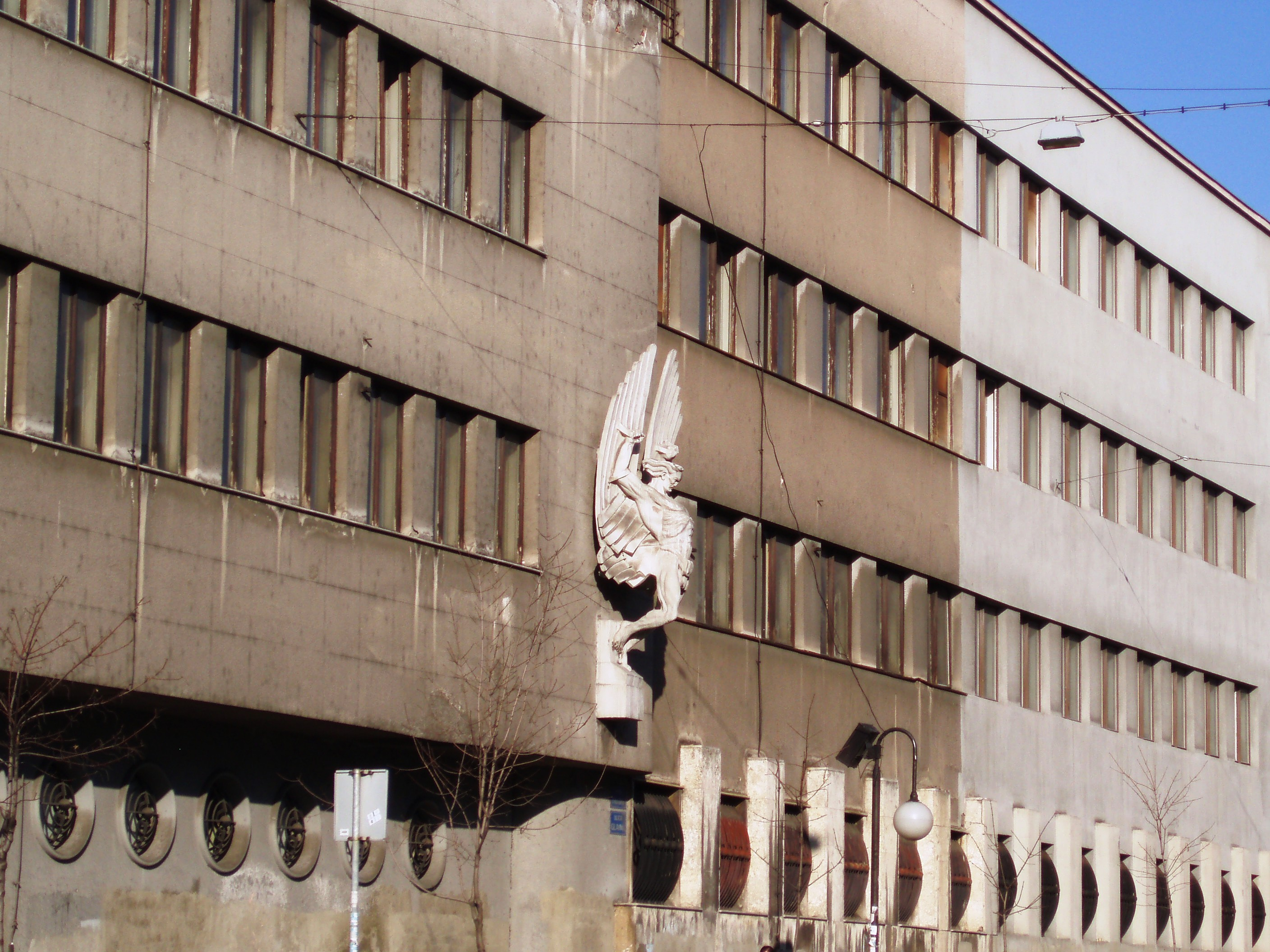
Socha Ikara na průčelí budovy

Budova byla vystavěna pro potřeby jugoslávského letectva v polovině 30. let 20. století. Během svého dokončení byla největší stavbou v Zemunu, který tehdy byl malým městem daleko od Bělehradu (než byl k jugoslávské metropoli připojen o několik desítek let později). Stavba je součástí rozsáhlého komplexu budov jugoslávského vojenského velitelství. Čtyřpatrová stavba má čtvercový půdorys s nádvořím; hlavní věž má sedm pater. Monumentálnost přední fasády doplňují dvě křídla po stranách objektu. Nad hlavním vchodem do budovy byla v roce 1938 umístěna socha Ikara od akademického sochaře Zlate Markova.
Budova patří k nejznámějším dílům architekta Dragiši Brašovana i jugoslávské moderní architektury. Přestože je v současné době objekt památkově chráněn a dochován; byl v roce 1999 poškozen během bombardování Jugoslávie, kdy jej zasáhla jedna z pum. V roce 2000–2001 byla proto budova rekonstruována a doplněna o památník obětí bombardování.